# Neohouzeaua stricta
Neohouzeaua stricta är en gräsart som beskrevs av Richard Neville Parker. Neohouzeaua stricta ingår i släktet Neohouzeaua och familjen gräs. Inga underarter finns listade i Catalogue of Life.